# Bastion du Gabut
Le Bastion du Gabut, bâti au XVIe siècle, à La Rochelle, en France. L'immeuble a été inscrit au titre des monuments historiques en 1990.

## Historique
De 1373 à 1376, la muraille du Gabut est construite entre la porte et la tour Saint-Nicolas, sur le front sud de la seconde enceinte médiévale, en réutilisant les pierres du château Vauclair à la suite de sa démolition. 
En 1568, dans le cadre des perfectionnements des fortifications ordonnés par Saint-Hermine, le bastion du Gabut est édifié par l'ingénieur Scipione Vergano, en partie avec les débris de l'église Saint-Sauveur, détruite par les protestants, et avec un parapet en brique. 
Une nouvelle porte Saint-Nicolas est percée dans la courtine en 1858, à l'occasion de la construction de la gare.
Le bâtiment est inscrit au titre des monuments historiques par arrêté du 26 février 1990.